# IC 774
IC 774 ist eine elliptische Galaxie vom Hubble-Typ E im Sternbild Jungfrau auf der Ekliptik. Sie ist schätzungsweise 403 Millionen Lichtjahre von der Milchstraße entfernt.
Das Objekt wurde am 13. Mai 1893 vom französischen Astronomen Stéphane Javelle entdeckt.